# 이광후
선전관(宣傳官) 이광후(李光後, 1572~1598)는 조선 중기의 무신이었다. 1595(을미)년 8월 임금의 유지를 이순신에게 가지고 왔다고 난중일기에 기록하고 있다.본관은 함평(咸平) 자는 여유(汝裕)나주(羅州) 출신으로, 참봉(參奉) 이몽정(李夢禎)의 차남이고, 건공장군 소강진수군첨절제사 이광선(李光先, 1563~1616)의 친동생이며, 군자감 판관 이몽상(李夢祥, 1547~1608)의 조카이고, 시조(始祖) 고려(高麗) 삼사사(三司使) 벽상삼한삼중대광(壁上三韓三重大匡) 보국숭록대부(輔國崇祿大夫) 좌명공신(佐命功臣) 함풍부원군(咸豐府院君) 이광봉(李光逢)의 후예이다.

## 선전관(宣傳官) 이광후(李光後)
咸城君 李克諧의 7세손으로 1572年(선조 5) 나주에서 참봉 몽정(夢楨)의 2남으로 태어났다.

### 유년시절
선전관(宣傳官) 이광후(李光後, 1572~1598)는 咸城君 李克諧의 7세손으로 1572年(선조 5) 나주에서 참봉 몽정(夢楨)의 2남으로 태어났다. 어려서부터 형(兄) 이광선(李光先)과 함께 사촌(莎村) 최사물(崔四勿)의 문하에서 학문을 연마하던 형제는 내우외환의 엄중한 시기에 경사(經史)를 탐독하는 것이 능사가 아님을 깨닫고 무장의 길을 선택하였다. 약관 20세로 젊은 나이에 신묘별시 무과병과 제 4위로, 형 이광선은 29세의 나이로 300명 선발 중 신묘별시 무과을과 제15위로 급제하였다. 한 집안에서 홍패(紅牌) 1장도 어려운데, 세 숙질이 연이어 홍패를 받았으니 가문의 명성이 일세를 풍미하였다. 임란공신 건공장군 소강진수군첨절제사 문촌공이광선의 친동생이니 가승과 학맥이 모두 같다.

### 무과급제
1591년(선조 24) 10월 20세로 武科에 응시하여 300명 중 무과 병과 4위 (39/300)를, 형과 나란히 나란히 급제하는 쾌거를 이루었다. 이광후는 훈련원 창신교위(彰信校尉)에 초수 되고, 형(兄) 李光先은 훈련원 현신교위(顯信校尉)에 초수 되었다.

## 임진왜란
1592년(선조 25) 임진왜란이 발발하자 선전관(宣傳官)에 제수되고, 종전 무렵 전사했다고 하나 전사자 명부에 없다. 사후 숙천부사(肅川府使)를 추증하였다 하나, 이광후(李光後)는 관안 명부에도 누락 되고 없다. 종전 후 귀향하지 못했으니, 공의 직계 후손은 아무도 없다. 사후에 누가 언제 어떤 절차로 고 이광후(故 李光後)를 숙천부사로 추증하였는지도 알 수가 없다. 내 선대가 만든 족보에도 통정 숙천부사 등재가 전부다.

### 난중일기 1595(을미)년 8월 7일자 기사
1598년 노량해전 당시 죽을힘을 다해 왜적과 싸우다가 전사한 것으로 전하고 있다. 시신조차 찾지 못하고 전사 기록에 없다고, 역사 기록에서 영원히 배제한다면 지하에 계신신령님은 얼마나 억울하겠는가. 이순신의 난중일기 1595년 8월 7일자 기사에 다음과 같이 기록되어 있다. 을미(1595)년 8월 7일 비가 계속 내렸다. "저녁에 표신(標信)을 가진 선전관(宣傳官) 이광후(李光後)가 임금의 분부를 가지고 왔다." "원수가 삼도수군을 거느리고 바로 적의 소굴로 들어가라"는 것이었다. 그와 함께 이야기하며 밤을 새웠다. 8일(무신) 비, 비. 선전관이 나갔다.

### 난중일기 원문
乙未 八月。 初七日丁未。雨雨。朝。豚蔚與許宙及玄德麟。虞候同船出去。晩。兩防將及忠淸水使同話。○夕。標信宣傳官李光後持有旨來。則以元帥領率三道舟師。徑入賊窟事。與之言達夜。
初八日戊申。雨雨。宣傳官出去。

### 왜란에 참가한 장졸의 명단에 등장한 "宣傳官 李光後"
충무공유사 67면 원문에 선전관 이광후의 이름이 등장한다. 이충무공 종가에서 국보인 난중일기, 임진장초, 서간첩 등과 함께 보존되어 오면서 그동안 ‘재조번방지초’로 알려져 왔던 고문서로서 그 내용은 이충무공 관련 재조번방지초의 기록, 정읍사우상량문, 춘추제향문, 삼도회문, 김경리 상소문, 일기초, 장졸의 명단, 중국장수가 준 선물 목록, 정운과 송희립 자손 명단 등으로 이루어져 있으며 그중 가장 주목되는 것은 ‘일기초’이다. ‘일기초’는 이충무공의 친필은 아니지만 이충무공 사후에 이충무공 종가와 관련 있는 사람이 충무공의 친필인 초본 난중일기를 보면서 일기의 일부를 기록 정리한 것으로 추정되며 이충무공전서본 난중일기와 함께 유실된 부분이 있는 초본 난중일기를 보완해 줄 수 있는 귀중한 자료로 평가되고 있다.

### 종전과 전사
1598년 음력 11월 18일에 조선 수군 70여 척, 명나라 수군 400척이 노량으로 진군했다. 군사는 1만 6천명이었다. 이순신은 명나라 부총병 진린(陳璘)과 함께 1598년 음력 11월 19일 새벽부터 노량해협에 모여 있는 일본군을 공격하였고, 일본으로 건너갈 준비를 하고 있던 왜군 선단 500여 척 가운데 200여 척을 격파, 150여 척을 파손시켰다. 전투는 정오까지 이어졌고, 관음포로 달아나는 왜군을 추적하던 이순신은 날아온 탄환에 맞아 전사하였다. 죽기 전에 그는 "지금은 싸움이 급하다. 나의 죽음을 알리지 말라."는 말을 남겼다고 한다. 향년 54세. 낙안군수 방덕룡(方德龍), 가리포첨사 이영남(李英男)과 명의 장수 등자룡(鄧子龍)도 함께 전사했다.
필자가 전해오는 얘기와 당시를 상상해 보면 이순신 장군 휘하에서 전투 하다가 전사(戰死)를 하였는데, 그 당시 노량해전에서 이순신마저 전사하게 되니 당시 지휘 계통을 통해 이광후의 전사 소식이 가족에게 전해지지 못한 것으로 보인다. 그렇다면 1598년 11월 19일 노량해전에서 이광후도 전사하고 이순신도 전사하였기에, 그 당시 지휘관 명령 계통이 단절되어 삼도수군통제사 이순신의 죽음은 모두에게 알려졌지만, 선전관 이광후의 전사에 대해서는 몰랐을 상황을 상상해 보면, 뱃전에서 싸우다가 조총을 맞고 바다에 몸이 빠져 버렸기에 제 장졸들이 이광후의 시신을 발견치 못해 전사 자체를 몰랐을 경우라고 생각할 수 있다. 전사를 하더라도 배 안에 시신이 있었다면 시신 수습 과정에서 신원이 확인되었을 것이다.

### 사후 관직
1592년(선조 25) 임진왜란이 발발하자 선전관(宣傳官)에 제수되고, 종전 무렵 전사했다고 하나 전사자 명부에 없다. 사후 숙천부사(肅川府使)를 역임하였다 하나, 이광후(李光後)는 관안 명부에도 누락 되고 없다. 종전 후 귀향하지 못했으니, 공의 직계 후손은 아무도 없다. 사후에 누가 언제 어떤 절차로 고 이광후(故 李光後)를 숙천부사로 추증하였는지도 알 수가 없다. 족보에도 통정 숙천부사 등재가 전부다. 1916년 2월 방 8세손 은서(恩緖)와 방 10세손 병헌(秉憲)이 가묘가 설치된 묘전(墓前)에 작은 상석(床石)을 설치하고 교위공문중에서 매년 음력 10월 15일 선대와 함께 향사(享祀)를 올리고 있다. 2021년 문촌공문중(文村公門中) 총무 이재흥(李載興)의 제안으로 매년 3월 제3 일요일 문촌공문중에서 형 문촌공 이광선 장군과 함께 향사(享祀)를 올리기로 결의하였다. 그리고 다음 해 추모비도 설치하였다.

## 일가족 삼충신
본인 [무과] 이광후/ 선조 24년(1591) 辛卯別試 병과(丙)科) 4위(39/300)
형님 [무과] 이광선/ 선조 24년(1591) 辛卯別試 을과(乙科) 15위(16/300)
숙부 [무과] 이몽상/ 선조 22년(1589) 己丑 增廣試 병과(丙科) 11위(19/28)

## 참고 문헌
신묘별시문무과방목(1591년)
선조실록
난중일기(1595년) 8월 7일
금성읍지(1897년)
충무공유사(1693년) 왜란에 참가한 장졸의 명단 선전관(宣傳官) 이광후(李光後)
이충무공전서(1795년)
일문삼충유허비(2023년) 순천대학교 사학과 문학박사 이욱 근찬
임진왜란 나주개선장군 이광선 평전 발간(2024년) 주해 문학박사 羅千洙 /편찬 후손 李載香

## 선전관(宣傳官) 이광후(李光後) 가계
[부(父)]
성명: 이몽정(李夢楨) 참봉(參奉)
[조부(祖父)]
성명: 이운(李雲) 충순위(忠順衛)
[증조부(曾祖父)]
성명: 이진충(李盡忠) 현감(縣監)
[안항(鴈行)]
형(兄): 이광선(李光先) 1591[武] 1601년 소강진(所江鎭) 첨사(僉使), 1605 임란공신책록
제(弟): 이광립(李光立)
숙부(叔父) 이몽상(李夢祥) 1589년[武] 군자감(軍資監) 판관(判官)